# Hodscha-Zaynuddin-Komplex

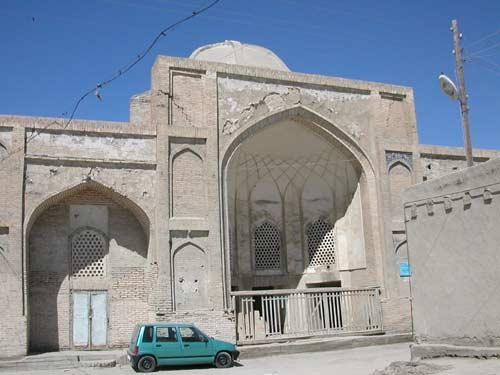
Mehrzweckgebäude des Hodscha-Zaynuddin-Komplexes

Der Hodscha-Zaynuddin-Komplex ist eine Gebäudeensemble in der usbekischen Stadt Buxoro. Zu dem Komplex gehören ein Mehrzweckgebäude, das sowohl als Chanaka als auch als Moschee diente, und ein Wasserbecken (Hovuz).

## Lage
Der Komplex liegt im historischen Zentrum von Buxoro etwa 100 m südwestlich der Kalon-Moschee und etwa 200 m südlich der Zitadelle Ark. Der Mehrzweckbau liegt an einer Straßenecke, das Wasserbecken schräg dahinter inmitten des Häuserblocks.

## Geschichte
Das Wasserbecken soll zu den ältesten Bucharas zählen. Im 16. Jahrhundert wurde ein als Moschee und Chanaka dienender Bau an seiner Südwestecke errichtet.

## Beschreibung
Das Gebäude ist von einer Kuppel gekrönt. Zur Straße hin ist ihm ein Pischtak mit einem spitzbogigen Iwan vorgelagert. Zur Innenseite des Komplexes hin ist ihm nach zwei Seiten hin ein Eck-Iwan vorgelagert, dessen Dach durch dünne Holzsäulen gestützt ist.
Aufgrund der Mehrfachfunktion wird dasselbe Gebäude mal als Hodscha-Zaynuddin-Chanaka und mal als Hodscha-Zaynuddin-Moschee bezeichnet. In einer Nische an der Außenseite des Gebäudes befindet sich auch die Grabstätte des Hodscha Zaynuddin, so dass es auch als Mausoleum dient.